# Czartki (przystanek kolejowy)
Czartki - dawny kolejowy wąskotorowy przystanek osobowy w Czartkach, w gminie Żelazków, w powiecie kaliskim, w województwie wielkopolskim, w Polsce. Został zbudowany w latach 1914-1917 razem z linią do Turku. Należał do Kaliskiej Kolei Dojazdowej. W 1991 roku został zawieszony ruch pasażerski na tej linii.